# Carl Friedrich Sandhaas

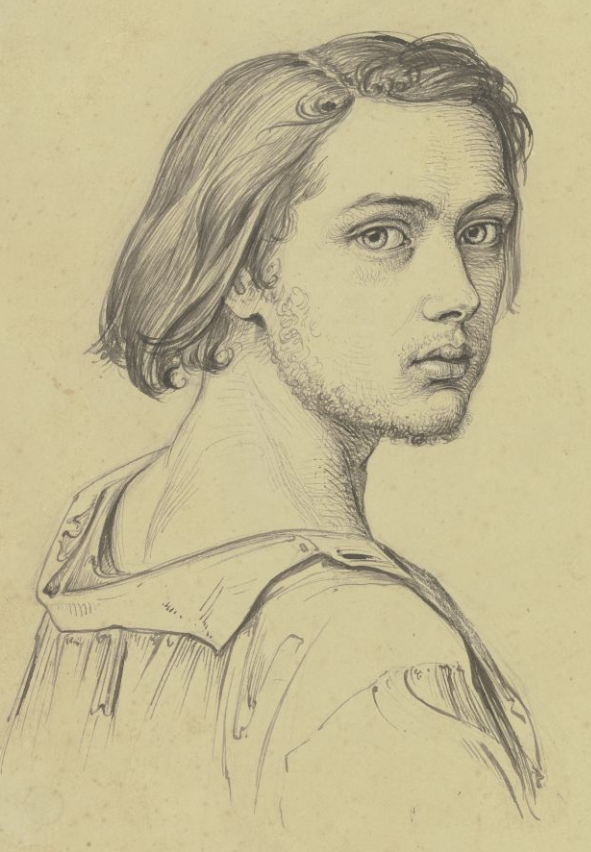
Carl Sandhaas – Selbstporträt

Carl Friedrich Sandhaas, auch Karl (* 24. Februar 1801 in Stuttgart oder Hüfingen; † 12. April 1859 in Haslach im Kinzigtal) war ein deutscher Maler und Zeichner.

## Leben und Werk

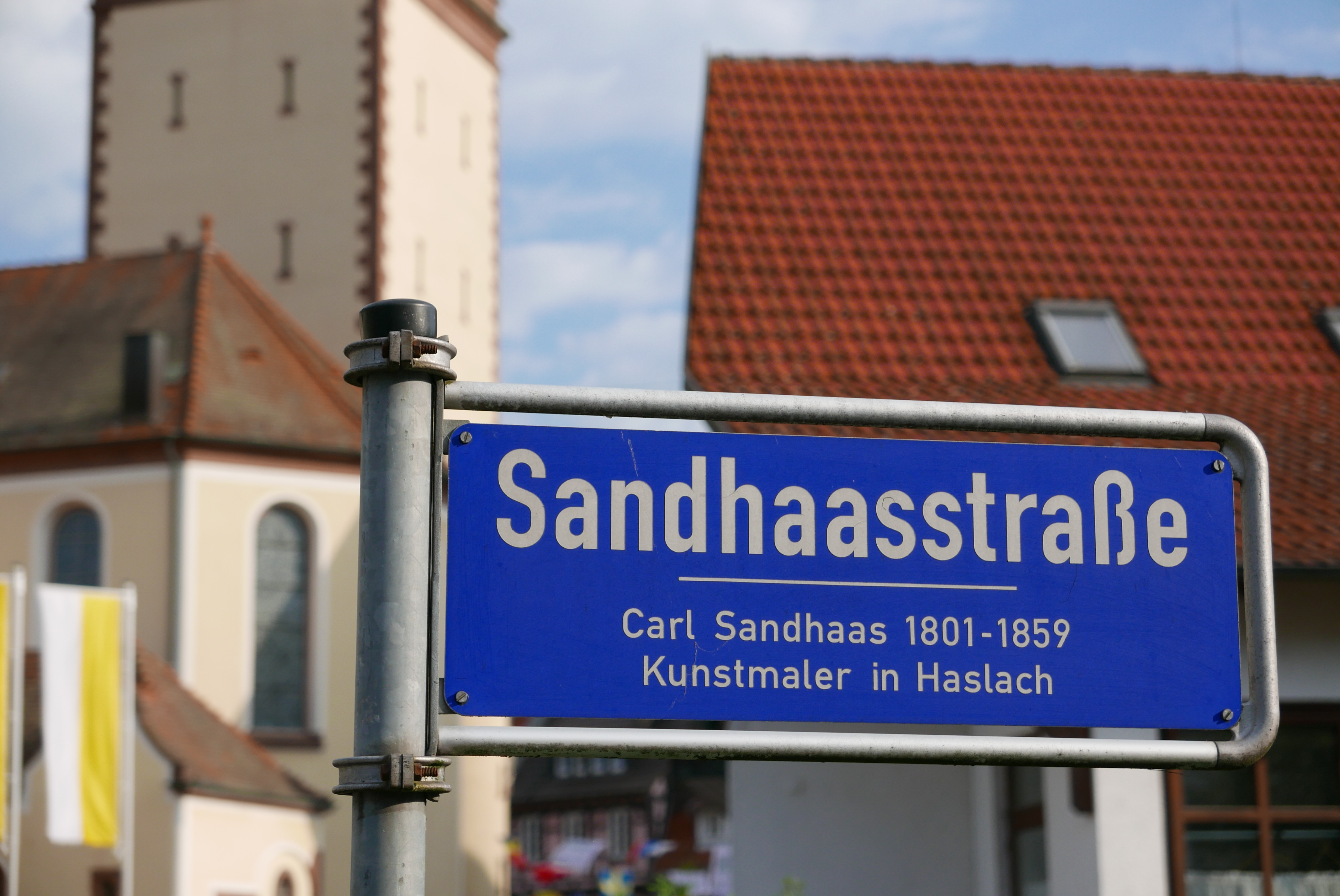
Straßenschild in Haslach im Kinzigtal, benannt nach Carl Sandhaas

Sandhaas war ein nichtehelicher Sohn der Maria Margarete Sandhaas (1771–1830). Möglicherweise war sein Vater der Maler Johann Baptist Seele. Sandhaas wuchs in Haslach auf und zog 1816 zu seinem Onkel, dem Theatermaler Josef Sandhaas, nach Darmstadt.
Ab dem Jahre 1818 erhielt Sandhaas dort Unterricht an der Großherzoglichen Zeichenschule bei Franz Hubert Müller. In Darmstadt entstand eine Freundschaft mit dem Architekten Friedrich Maximilian Hessemer. Daneben pflegte Sandhaas enge Kontakte zu den Künstlern Jakob Felsing, August Lucas und Johann Heinrich Schilbach. Am 27. März 1820 schrieb er sich im Alter von 19 Jahren für das Fach Historienmalerei an der Akademie der Bildenden Künste München ein.
1823 zog Sandhaas nach Freiburg und besuchte dort die Herder’sche Kunstanstalt, die von dem Darmstädter Kupferstecher Karl Barth geleitet wurde. Ein Jahr später wechselte Sandhaas nach München, um dort bei Cornelius zu studieren und 1828 kam er nach Frankfurt, wo er als Illustrator für den Verleger E. Ullmann tätig wurde. Ab dem Jahre 1830 lebte er, mit einigen Unterbrechungen, bis zu seinem Tod in Haslach.
Sandhaas war bevorzugt als Landschafts- und Bildnismaler tätig; daneben arbeitete er als Illustrator literarischer und mythologischer Werke. Er ist als Zeichner und Aquarellist zu den bedeutenden Vertretern der Spätromantik in Baden zu rechnen.
Sandhaas ist der Held in Heinrich Hansjakobs Novelle Wilde Kirschen (1888). In Haslach ist ein Sonderpädagogisches Bildungs- und Beratungszentrum – Schule für Geistigbehinderte, die Carl-Sandhaas-Schule, nach ihm benannt.

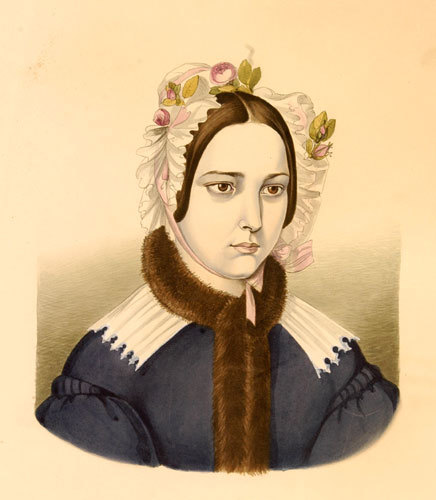
Bleichsucht
in: Karl Heinrich Baumgärtner: Krankenphysiognomik (1839)

## Literatur

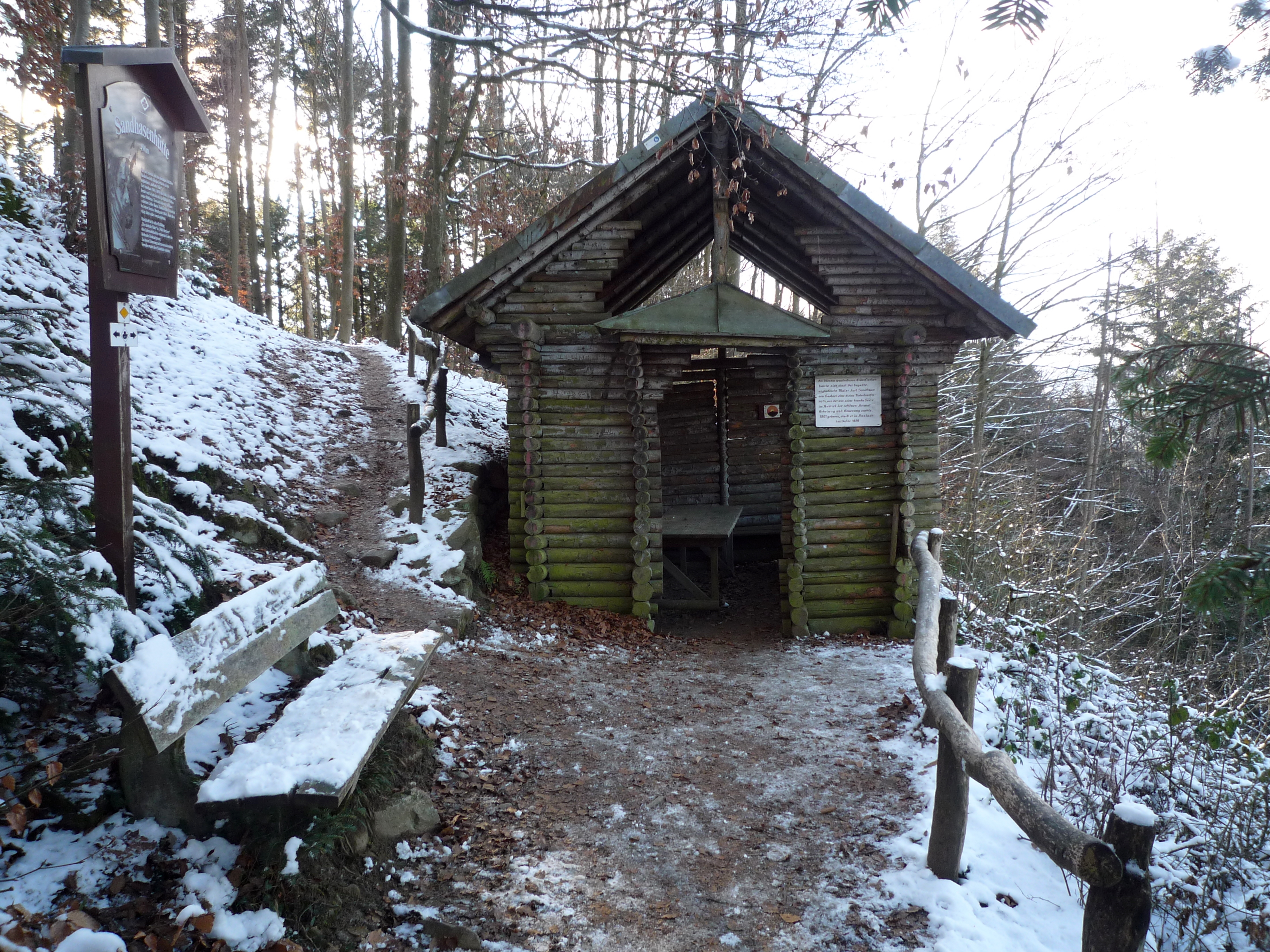
Die Sandhaasenhütte oberhalb von Haslach